# 中村繁夫
中村 繁夫（なかむら しげお 1947年）は、日本の実業家、僧。

## 概要
京都府立洛北高等学校を経て静岡大学農学部卒業。大学院に進むが休学して、3年間で30か国を放浪。それから復学して修士課程を修了。旅を続けている中で商社とレアメタルに興味を持ち、27歳で蝶理に新入社員として入社。約30年間勤務するが、55歳でリストラ勧告される。蝶理のレアメタル事業を買収して独立して社長に就任。その会社はアドバンストマテリアルジャパンとなる。
レアメタルの需要が高まり価格急騰して、会社設立の4年目には売り上げが340億円になる。
ガイアの夜明け、日経スペシャル カンブリア宮殿、NHK特集、夢の扉などに出演。
2016年8月4日に東本願寺で得度を受ける。

## テレビ出演
- 日経スペシャル ガイアの夜明け （テレビ東京）
  - 「宝の山を掘り当てろ!」 〜レアメタル争奪の4000キロ〜（2004年10月26日）[5]。
  - 20周年企画第5弾 異端児～日本の危機に立ち向かう！～（2022年8月19日）[6]。
- 日経スペシャル カンブリア宮殿 「レアメタル争奪戦　資源を確保せよ！　"宝の山"を掘り当てる山師」（2008年8月25日、テレビ東京）- アドバンストマテリアルジャパン 社長として出演[7]。
- 夢の扉 〜NEXT DOOR〜 レアメタルの確保のために世界を駆けまわり、日本ハイテク産業を守って行きたい（2009年9月27日、TBS）[8]。

## 書籍

### 著書
- 『レアメタル・パニック 「石油ショック」を超える日本の危機』（2007年1月25日、光文社 光文社ペーパーバックス）ISBN 9784334933982
- 『レアメタル資源争奪戦 ハイテク日本の生命線を守れ！』（2007年3月1日、日刊工業新聞社）ISBN 9784526058134
- 『2次会は出るな！ カリスマ商社マンが教える！ビジネスマンのための「稼ぐ力」をつける13のレッスン』（2008年6月28日、フォレスト出版）ISBN 9784894513082
- 『レアメタル超入門 現代の山師が挑む魑魅魍魎の世界』（2009年5月29日、幻冬舎 幻冬舎新書）ISBN 9784344981249
- 『放浪ニートが、340億社長になった！ 世界90か国で学んだ人生を楽しむ仕事術』（2009年9月17日、ダイヤモンド社）ISBN 9784478009499
- 『レアメタルハンター・中村繁夫のあなたの仕事を成功に導く「山師の兵法A to Z」』（2011年9月20日、ウェッジ）ISBN 9784863100893
- 『中国のエリートは実は日本好きだ！』（2015年3月1日、東洋経済新報社）ISBN 9784492444153
- 『中国との付き合い方はベトナムに学べ』（2015年7月1日、SBクリエイティブ SB新書）ISBN 9784797381535